# Cercophora sulphurella
Cercophora sulphurella är en svampart som först beskrevs av Pier Andrea Saccardo, och fick sitt nu gällande namn av R. Hilber 1979. Cercophora sulphurella ingår i släktet Cercophora och familjen Lasiosphaeriaceae.   Inga underarter finns listade i Catalogue of Life.